# Eurytoma flavicornis
Eurytoma flavicornis är en stekelart som beskrevs av Walker 1836. Eurytoma flavicornis ingår i släktet Eurytoma och familjen kragglanssteklar. Inga underarter finns listade i Catalogue of Life.